# Végéphobie
La végéphobie (anglais vegaphobia) est une aversion pour les végétariens et végans,,,, y compris les végétaliens. Depuis l'apparition du terme en 2011, plusieurs études ont montré l'existence de la végéphobie. La végéphobie se manifeste par exemple lorsque des personnes font des blagues ou des remarques désagréables sur le véganisme, mangent de la viande devant des végans juste pour les offenser ou les ridiculiser, ou les harcèlent d'une autre manière:361.

## Terminologie et historique
Les sociologues britanniques Matthew Cole et Karen Morgan utilisent le terme végéphobie et l'adjectif dérivé vegaphobic dans une étude de 2011, signifiant les préjugés contre les végétaliens spécifiquement,. La même année, trois activistes français de Veggie Pride utilisent le terme végéphobie pour dénommer la discrimination contre les végétariens.

## Prévalence
Une étude de 2015 conclut que la végéphobie est équivalente, voire plus négative, que les attitudes négatives à l'égard des groupes cibles de préjugés communs:738. Ceux qui sont végétariens ou végans sont évalués plus négativement lorsqu'ils sont motivés pour des raisons de droits des animaux, environnementales ou pour leur santé, dans cet ordre:732,.
Selon un sondage réalisé en 2018 auprès de 1 000 végans utilisateurs de Lifesum, une application de perte de poids, 80 % des végans ont déjà vécu une expérience de végéphobie.
La première étude académique de la végéphobie trouve qu’en 2007, les tabloïds britanniques abordent le véganisme dans une perspective disproportionnellement négative. Après avoir examiné 397 articles qui discutent sur ce thème, les investigateurs trouvent que 74 % des mentions sont négatives, 20 % neutres et 6 % positives.

## Causes psychologiques et sociales
Une étude de 2015 fait l'hypothèse que les végans et végétariens présentent des groupes symboliquement menaçants, que les végéphobes peuvent percevoir comme portant atteinte à leurs valeurs chères:722.
Une enquête réalisée en 2016 avec 1 000 Belges flamands mangeurs de viande a examiné les caractéristiques typiques des végéphobes. La végéphobie était plus commune parmi les hommes, les plus âgés, les moins éduqués, et les plus convaincus de leur consommation de viande. Selon un sondage de 300 résidents des États-Unis, ceux qui défendent la consommation de viande sont plus susceptibles de présenter des biais contre les végétariens et végans.
Il existe de nombreuses théories pour expliquer les attitudes négatives envers les végans. Les attitudes négatives contre les végétaliens et les végétariens se retrouvent le plus souvent chez les personnes ayant des convictions conservatrices ou de droite,,, et étant particulièrement plus prononcées dans les groupes d'extrême droite. Pour les personnes de droite, la viande n'est pas seulement un mets, mais également une manière de vivre, menacée par ceux qui militent contre la consommation de viande.
Une étude de 2019 a découvert qu'une corrélation positive existe entre une vision du monde ancrée dans la domination sociale et une perception négative des végétaliens. 
Les explications sont aussi fondées sur ce que l'on appelle parfois le paradoxe de la viande, le fait que des gens qui mangent de la viande n'aiment pas faire du mal aux animaux. L’existence des végétaliens rappelle aux omnivores leur dissonance cognitive, ce qui peut générer de la colère et contribuer au maintien des préjugés contre les végétaliens,,.
Si l’on croit que la viande a un impact écologique élevé, un conflit intérieur peut également se former lorsqu’on en mange et ainsi générer un comportement et des croyances végéphobe.
Les végétaliens ne sont pas toujours discrédités pour des raisons idéologiques. Parfois, la raison peut être que la personne ne peut pas partager sa nourriture avec elle. Selon une analyse d'une enquête qui a révélé que 30 % des célibataires mangeurs de viande préféreraient ne pas sortir avec un végétarien ou un végétalien, ne pas pouvoir partager la nourriture aussi souvent et percevoir les végétariens, végétaliens ou végans comme étant trop « difficiles » semblaient être des raisons courantes que les mangeurs de viande évoquaient, préférant éviter de courtiser des végétariens, végétaliens ou végans et d'avoir des relations avec eux. Les personnes qui évitent les relations amoureuses avec les végétariens pour ces motifs étendent également leurs comportements en évitant également les relations avec les non-végétariens ; 66 % des personnes interrogées ont trouvé que « être difficile » dans ses choix alimentaires (« Picky Eating ») était un obstacle ; et environ 40 % des personnes interrogées dans une autre étude ont déclaré qu'elles seraient réticentes à sortir avec une personne pratiquant un régime sans gluten.

## Tentatives de justifications de la végéphobie
Une autre raison proposée pour la végéphobie serait que les mangeurs de viande se sentent parfois jugés négativement pour avoir mangé de la viande. Une façon d'éviter ce jugement négatif est de discréditer les végétaliens. 

### Menace envers les valeurs conservatrices
La viande et les charcuteries font partie intégrante du patrimoine d'un pays, au même titre que toute la culture gastronomique. Or les végans appartiennent souvent à des groupes politiques d'extrême gauche, donc mondialistes, considérés comme peu enclins à la préservation du patrimoine. Éric Delbecque, expert en sécurité intérieure, dans son ouvrage Les Ingouvernables (Grasset) fera d'ailleurs le lien entre véganisme et extrême gauche. Pour l’auteur, zadistes, black blocks et animalistes sont de la même souche insurrectionnelle et anti-État. Issus de la mouvance ultra gauche, historiquement fascinée et façonnée par la violence, ils formeraient désormais une nébuleuse « fascistoïde » avec le même type de discours et le même mode opératoire que les légions fascistes : techniques de combat, désobéissance civile, idéologie anticapitaliste et refus des règles démocratiques. Éric Delbecque pointe un dangereux risque de convergence de ces radicaux, bien mieux organisés et plus préoccupants que les réseaux de l'ultradroite. Les végans n'hésitant pas à faire du militantisme politique. Cela est notamment soutenu par Sandrine Rousseau, députée d’Europe Écologie Les Verts (EELV) de Paris, dimanche à Grenoble lors d’une table ronde, elle déclare : « Il faut changer aussi de mentalité pour que manger une entrecôte cuite sur un barbecue ne soit plus un symbole de virilité. » D'autres végans tentèrent d'établir des études pour prouver que plus un homme consomme de viande rouge plus il est misogyne. Ce qui est non seulement perçu par les omnivores comme étant du prosélytisme mais également comme un non-respect des régimes alimentaires non végan.

### Craintes liées à des stéréotypes
Cette méfiance envers les végans est également due à l'image sectaire du véganisme auprès d'une partie de la population, alimentée par des témoignages d'anciens végans ayant fait face à du harcèlement, des insultes et des menaces de mort.
Les végans sont aussi parfois perçus comme faisant partie d'une sorte d'élite économique moyenne supérieure, voir carrément bourgeoise, ce qui rendrait leur mode de vie plus difficilement accessible pour la classe prolétaire et surtout cela donne une image de bourgeoisie économico-dominatrice et donneuse de leçons.
Certains végans sont parfois moqués pour un manque de réalisme ou une mauvaise priorisation dans leur altruisme. Le député REV Aymeric Caron a par exemple été moqué pour avoir défendu les moustiques, expliquant que "si les femelles piquent, c'est pour une raison" : "nourrir leurs œufs en développement et donc leurs bébés". Le journaliste Normand Lester écrit à ce sujet « Ce qu’ils veulent vraiment c’est parader leur supériorité éthique hypocrite, sans en assumer toutes les conséquences. Ils sont contents d’être des végans d’apparat. Les végans veulent vivre dans un monde sans cruauté pour les animaux, mais ils semblent indifférents au sort des millions d’humains qui subissent des cruautés immondes partout sur terre. Les humains qui tuent d’autres êtres humains les laissent froids. »

## Conséquences
Oscar Horta, professeur d'éthique, propose que la végéphobie est une des deux principales causes de la discrimination contre les végans:362.